# 3034 Climenhaga
3034 Climenhaga (A917 SE) là một tiểu hành tinh vành đai chính được phát hiện ngày 24 tháng 9 năm 1917 bởi Max Wolf ở Heidelberg. It was named in 1987 for Dr. John L. Climenhaga thuộc University of Victoria, in honour of his work ở Vật lý thiên văn.